# Giv'at Jehonatan
Giv'at Jehonatan (hebrejsky: גבעת יהונתן) je vrch o nadmořské výšce přes 100 metrů v severním Izraeli, v pohoří Gilboa.
Leží v severní části pohoří Gilboa, cca 12 kilometrů severozápadně od města Bejt Še'an a 1 kilometr jihovýchodně od obce Gid'ona. Má podobu výrazného návrší s řídce zalesněnou vrcholovou partií, která je severozápadním výběžkem hory Har Ša'ul. Podél západní strany vrchu prochází vádí Nachal Jehonatan, které je ale narušeno povrchovým lomem. Severním směrem terén prudce klesá do zemědělsky využívaného Charodského údolí.